# Proceratium boltoni
Proceratium boltoni is een mierensoort uit de onderfamilie van de Proceratiinae. De wetenschappelijke naam van de soort is voor het eerst geldig gepubliceerd in 1971 door Leston.